# Židovský hřbitov ve Stádlci
Židovský hřbitov ve Stádlci, založený mezi roky 1812–1814, je situován asi 1 km jižně od obce. Přístup je ze silnice a žlutě značené turistické stezky do Dobřejic doprava, dále podle Oltyňského potoka, přes něj a podél potůčku směrem k rybníku Chudátko. Je chráněn jako kulturní památka České republiky.
Ze sta dochovaných náhrobků je nejstarší čitelný z roku 1821, poslední pohřeb zde proběhl před koncem roku 1943. Z obvodové zdi a márnice ve východním rohu areálu se mnoho nedochovalo.
V obci se také nachází budova bývalé synagogy.